# Oecetis xaniona
Oecetis xaniona là một loài Trichoptera trong họ Leptoceridae. Chúng phân bố ở miền Australasia.